# Loxobates spiniformis
Loxobates spiniformis là một loài nhện trong họ Thomisidae.
Loài này thuộc chi Loxobates. Loxobates spiniformis được miêu tả năm 2006 bởi Yang, Zhu & Da-xiang Song.